# لئوتی (کانزاس)
لئوتی (به انگلیسی: Leoti) شهری در ایالت کانزاس کشور ایالات متحده آمریکا است که جمعیت آن در سرشماری سال ۲۰۱۰ میلادی، ۱٬۵۳۴ نفر بوده‌است.